# Louis Escallier
Louis Escallier est né le 11 janvier 1883 à Malesherbes dans le Loiret et décédé le 11 juillet 1965 à Genève (Suisse). Inspecteur des finances, il devient gouverneur de la Banque d'Algérie de 1934 à 1946, président du Crédit lyonnais de 1946 à 1949, avant de devenir président d’EDF de 1949 à 1952.
Il a fait partie des hauts fonctionnaires financiers arrêtés en août 1943 internés en Allemagne. Il est déporté le 13 août 1943 de Compiègne vers Buchenwald comme « Personnalité-otage ». Le 31 août, il est transféré au camp de Füssen-Plansee.

## Distinctions
- Grand officier de la Légion d'honneur
- Commandeur de l'ordre du Mérite commercial, en qualité de « président du conseil d'administration de l'Électricité de France » (1951)[3]